# Jan van Joinville
Jan van Joinville (circa 1224/1225 - 24 december 1317) was van 1233 tot aan zijn dood heer van Joinville. Hij behoorde tot het huis Joinville.

## Levensloop
Jan was de oudste zoon van heer Simon van Joinville en diens tweede echtgenote Beatrix, dochter van graaf Stefanus III van Auxonne. Na de dood van zijn vader in 1233 werd hij heer van Joinville en seneschalk van het graafschap Champagne.
In 1241 nam hij deel aan een hofdag in Saumur, waarna hij op pelgrimstocht naar Santiago de Compostella ging. In 1245 of 1246 voerde hij zijn eerste oorlogshandelingen uit, in de vete tussen zijn oom, graaf Jan I van Chalon, en heer Jocerand van Brancion.
Op Pinksteren 1248 vertrok Jan op kruistocht naar Egypte, de Zevende Kruistocht. Met zijn neef Godfried II van Apremont vertrok hij per schip in Marseille naar Cyprus, waar hij zich bij het kruisvaardersleger vervoegde. Wegens financiële problemen vervoegde hij zich tijdens een lange tussenstop op het eiland het gevolg van koning Lodewijk IX van Frankrijk.
Na de landing van het Franse leger op de Egyptische kust in het voorjaar van 1249, wist Jan zich te onderscheiden bij de inname van de havenstad Damietta. Niet veel later nam hij deel aan de desastreuze belegering van Al-Mansura, die de mislukking van de kruistocht betekende. Op de terugtocht naar Damietta werd Jan samen met Lodewijk IX gevangengenomen door de Mammelukken. Jan zou gedood worden, maar werd gespaard toen hij vertelde dat hij familie was van keizer Frederik II, die zeer populair was bij de moslims. Na betaling van een hoge som losgeld werden Lodewijk IX en Jan vrijgelaten en scheepten ze in richting Akko in Palestina. Ze zouden er vier jaar blijven en in die periode werd Jan een vriend en vertrouweling van koning Lodewijk IX. Terwijl de koning in de zomer van 1253 in Sidon verbleef, ondernam Jan een bedevaart naar de Kathedraal van Tartous en bezocht hij vorst Bohemund VI van Antiochië in Tripoli. Daarna bezocht hij waarschijnlijk het graf van zijn oom Godfried V van Joinville, die in 1204 tijdens de Vierde Kruistocht sneuvelde, in het Krak des Chevaliers. Het was vermoedelijk door het toedoen van Jan dat het schild dat Godfried IV tijdens de kruistocht droeg overgebracht werd naar de kloosterkerk Saint-Laurent in Joinville.
In het voorjaar van 1254 keerde Jan samen met Lodewijk IX terug naar Frankrijk. Hij keerde terug naar Joinville, maar sloot zich hetzelfde jaar nog aan bij het koninklijk hof, dat toen in Soissons resideerde. Vanaf dan behoorde hij tot de vaste kring van adviseurs van koning Lodewijk IX.
In 1267 probeerde Lodewijk IX Jan te overtuigen om deel te nemen aan de Achtste Kruistocht naar Tunis. Hij weigerde echter, officieel omdat hij bij zijn familie wilde blijven, maar eigenlijk dacht hij dat de kruistocht zinloos was en niet succesvol zou zijn. In 1270 vond de kruistocht plaats, maar deze verliep zeer desastreus voor het Franse leger dat door allerlei ziektes snel verzwakte. Lodewijk IX zelf stierf tijdens deze kruistocht.
In 1282 was Jan een van de getuigen bij het canonisatieproces van Lodewijk IX, die in 1290 tot diens heiligverklaring zou leiden. De inhoud van zijn verklaring werd bewaard.
In december 1317 overleed Jan. Hij was meer dan 90 jaar oud, wat zeer uitzonderlijk was in die tijd. Ook was hij maar liefst 84 jaar heer van Joinville geweest. Jan van Joinville werd bijgezet in de kloosterkerk Saint-Laurent, in het kasteel van Joinville.

## Biografie over koning Lodewijk IX

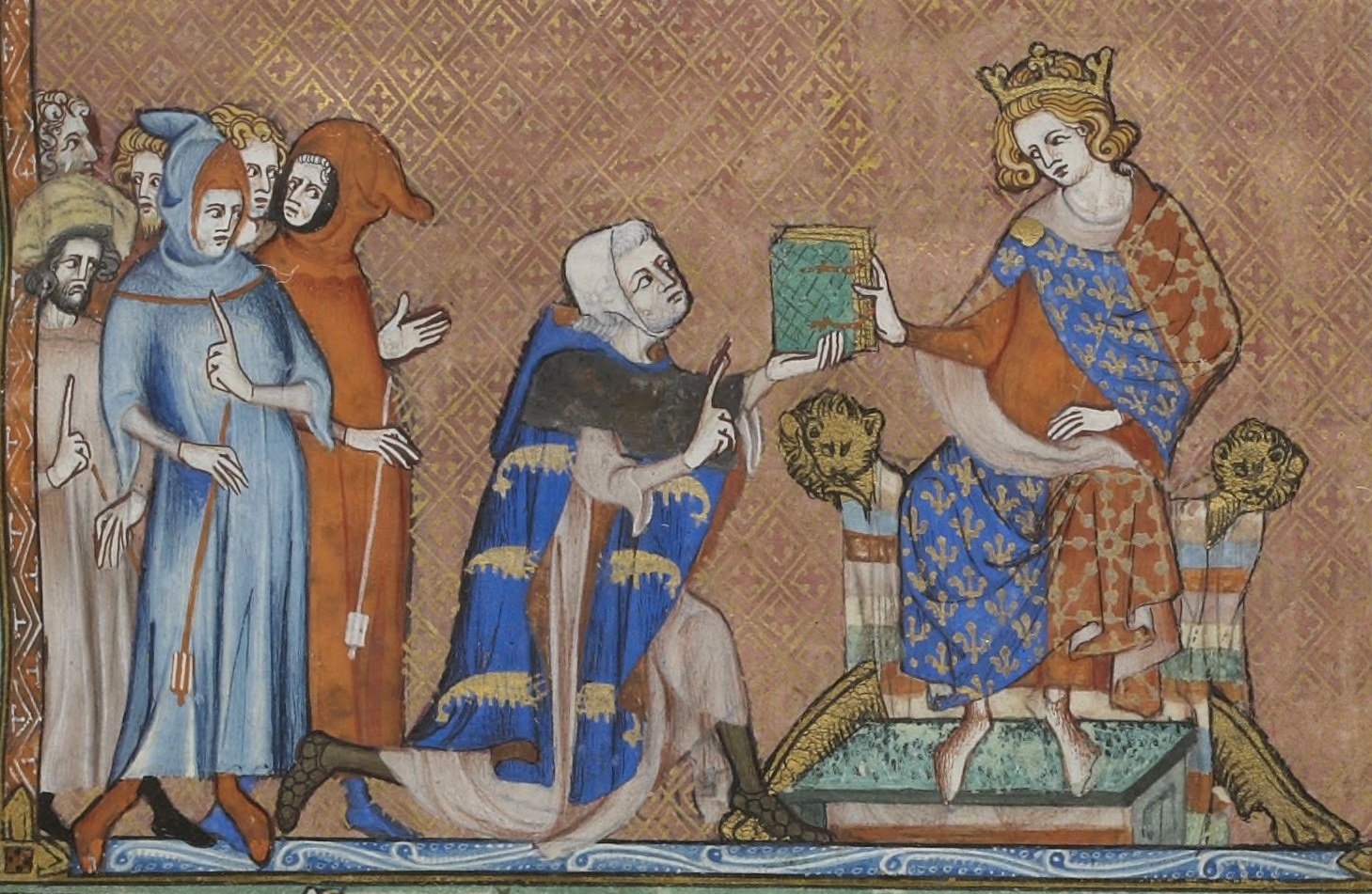
Jan overhandigt zijn werk over Lodewijk IX aan kroonprins Lodewijk van Frankrijk.

Rond 1305 begon Jan van Joinville op vraag van koningin-moeder Johanna van Navarra een manuscript te schrijven over het leven van koning Lodewijk IX van Frankrijk, dat diende voor de opvoeding van kroonprins Lodewijk, de latere koning Lodewijk X. In 1309 was zijn werk klaar. Het kreeg de titel Het Boek van de Heilige Woorden en Goede Daden van onze Heilige Koning Lodewijk IX en Jan droeg het boek op aan koning Filips IV van Frankrijk.
Het werk had naast pedagogische ook politieke doeleinden, namelijk de versterking van de dynastie door de voorstelling van een voorbeeldige koning uit hun rangen. Jan liet echter ook zichzelf gelden in het boek, door als eerste Franse kroniekschrijver ooit het verhaal in de eerste persoonsvorm te vertellen. In het werk vertelt hij over zijn vele ontmoetingen met Lodewijk IX en het boek heeft kenmerken van zowel een biografie, autobiografie, kroniek als reisbericht.
Jan wordt beschouwd als de eerste biograaf in moderne zin. Ondanks alle sympathie die hij voor Lodewijk IX had, probeerde hij hem zo objectief mogelijk te portretteren, zowel in de belangrijkste als in de alledaagse situaties. Ook stelde hij hem eerder voor als een goede christelijke koning die zijn zwaktes had dan als een heilige.
Blijkbaar werd zijn werk weinig verspreid, aangezien er slechts weinig manuscripten van bewaard gebleven zijn. In 1547 werd zijn werk gedrukt, onder de titel Het Leven van de Heilige Lodewijk. Pas in de 19e eeuw kreeg het werk een sterke waardering van Franse historici en literatuurhistorici en in 1852 verscheen er een Duitse vertaling.

## Huwelijken en nakomelingen
Rond 1244 huwde hij met zijn eerste echtgenote Adelheid, dochter van graaf Hendrik IV van Grandpré. Ze kregen volgende kinderen:
- Godfried (overleden voor 1290)
- Jan (overleden voor 1304), heer van Ancerville

Na de dood van zijn eerste echtgenote hertrouwde Jan met Adelheid, dochter van heer Wouter van Reynel. Ze kregen volgende kinderen:
- Margaretha, huwde met heer Dreux I van Charny
- Jan (overleden in 1301), heer van Reynel
- Anselm (1265-1343), heer van Joinville
- Wouter (overleden voor 1308)
- Andreas, heer van Beaupré
- Alix (overleden rond 1336), huwde eerst met heer Jan IV van Arcis-sur-Aube en daarna met heer Jan van Beaufort

- Bibsys: 90129654
- Biblioteca Nacional de España: XX1038073
- Bibliothèque nationale de France: cb12516687h (data)
- CiNii: DA05495760
- Gemeinsame Normdatei: 118712861
- International Standard Name Identifier: 0000 0001 2102 5694
- Library of Congress Control Number: n50049509
- Nationale Bibliotheek van Letland: 000119148
- Bibliotheek van het Japanse parlement: 01072920
- Nationale Bibliotheek van Tsjechië: xx0003687
- Nationale bibliotheek van Australië: 35698668
- Nationale Bibliotheek van Israël: 987007263534205171
- Nationale Bibliotheek van Polen: a0000001605073
- Nederlandse Thesaurus van Auteursnamen: 068561121
- Réseau des bibliothèques de Suisse occidentale: 02-A003428638
- Istituto Centrale per il Catalogo Unico: RAVV058057
- LIBRIS: 191848
- SNAC: w622323f
- Système universitaire de documentation: 034408339
- Trove: 1047587
- Virtual International Authority File: 59191609
- WorldCat: E39PCjCDdXY6VGmM474BYw8mbd